# جيمس بيكر (كاتب أغاني)
جيمس بيكر (بالإنجليزية: James Baker)‏ هو كاتب أغاني أسترالي، ولد في 7 مارس 1954 في برث في أستراليا.

## وصلات خارجية
- جيمس بيكر على موقع ميوزك برينز (الإنجليزية)
- جيمس بيكر على موقع ديسكوغز (الإنجليزية)